# Caldron Snout
Caldron Snout är ett vattenfall i Storbritannien.   Det ligger i riksdelen England, i den centrala delen av landet, 400 km norr om huvudstaden London. Caldron Snout ligger 448 meter över havet.
Terrängen runt Caldron Snout är kuperad åt sydost, men åt nordväst är den platt. Runt Caldron Snout är det ganska glesbefolkat, med 27 invånare per kvadratkilometer. Närmaste större samhälle är Appleby-in-Westmorland, 15,5 km sydväst om Caldron Snout. Omgivningarna runt Caldron Snout är en mosaik av jordbruksmark och naturlig växtlighet.